# Fort Payne
La ville de Fort Payne est le siège du comté de DeKalb, dans l'État de l'Alabama, aux États-Unis. Au recensement de 2010, sa population était de 14 012 habitants.
Son surnom en anglais est Official Sock Capital of the World, ce qui signifie « capitale mondiale officielle des chaussettes ».

## Histoire
Au XIXe siècle, le village indien cheeroke de Willstown se trouve à l'emplacement actuel de Fort Payne. Il fut pendant un certain temps la maison de Sequoyah, un cheeroke célèbre, inventeur de l'alphabet cheeroke. Avant le déplacement indien (ou la Piste des Larmes) des années 1830, un fort a été construit dans la ville par l'armée américaine sous le commandement de John Payne et a servi à rassembler les Cheerokes avant leur déportation dans l'Oklahoma.

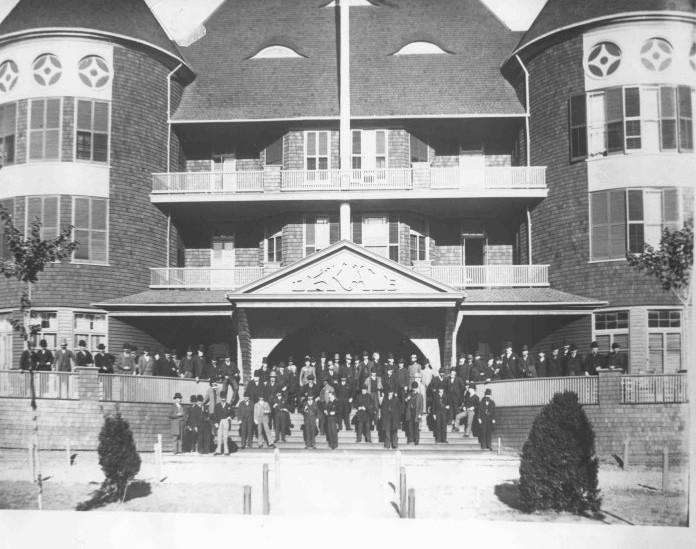
L'hôtel de DeKalb. Construit pendant le « Boom » en 1889, il a brûlé en 1918.

Fort Payne a connu une croissance importante vers la fin des années 1880, grâce aux investisseurs de Nouvelle-Angleterre, venus nombreux pour tirer profit des gisements de charbon et de fer découverts quelques années plus tôt. Cette période est décrite comme les « jours de Boom » ou simplement « Boom ».  Plusieurs des bâtiments notables et historiques de Fort Payne ont été érigés durant cette période, notamment le théâtre le plus ancien d'Alabama: l'opéra de Fort Payne.
Comme les gisements de fer et de charbon se sont avérés être beaucoup plus petits que prévu, plusieurs des investiseurs sont retournés en Nouvelle Angleterre, et Fort Payne a subi une période de déclin économique. Cette morosité économique s'est terminé, quand en 1907, le moulin de bonneterie de W.B. Davis a  été construit. Cela a marqué le commencement du lien entre Fort Payne et l'industrie de bonneterie.
Au début du XXIe siècle, l'industrie de bonneterie de Fort Payne emploie plus de 7 000 personnes dans une centaine de moulins. À elle seule, la ville produit la moitié des chaussettes fabriquées aux États-Unis.

## Géographie
Fort Payne est situé à 34° 27′ 14″ N, 85° 42′ 24″ O.
Selon le Bureau du recensement des États-Unis, la ville a une superficie totale de 144,9 km2, dont 144,7 km2 de terres.

## Lieux importants
Fort Payne abrite les bureaux administratifs du parc de Little River Canyon National Preseve, l'un des parcs nationaux des États-Unis, créé en 1992 par décision du Congrès et d'une superficie de 57 km2 (14 000 acres). Le cayon se trouvant dans ce parc ne se trouve pas cependant dans les limites de la ville, mais sur Lookout Mountain. Le parc national de DeSoto, se trouve également aux alentours de la ville. Ce parc se concentre autour d'un bâtiment regroupant un pavillon, des restaurants et une zone d'accès à la rivière.
Le groupe de musique country américain Alabama est originaire de Fort Payne. La ville abrite un musée et le fan club du groupe.
Fort Payne se situe également à trente minutes en voiture des lacs de Guntersville et de Weiss, lac artificiel sur la rivière Coosa. De plus, la ville se situe non loin de Mentone, connu entre autres pour ses camps de vacances pour enfants.

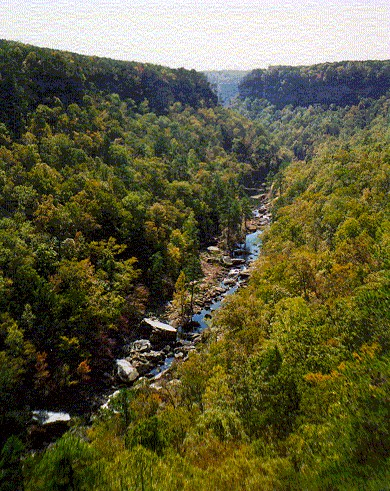
Little River Canyon, un peu dehors des limites de ville du Fort Payne.
photo de National Park Service

## Résidents notables de Fort Payne
- Miles Allgood, membre du Congrès, auditeur d'État
- Jeff Cook, guitariste, groupe Alabama de musique country
- Le général de corps d'armée aérien Duward Crow, chef du personnel vice auxiliaire, député administrateur de l'US Air Force et d'associé, NASA
- Howard Finster, artiste folklorique religieux célèbre et ecclésiastique baptiste
- La famille Flock (conducteurs de NASCAR)
  - Bob Flock
  - Fonty Flock
  - Tim Flock
  - Ethel Mobley
- Teddy Gentry, guitare basse, groupe Alabama de musique country
- Milford W. Howard, membre du Congrès, auteur et producteur cinématographique et acteur du cinéma muet
- Le général de corps d'armée aérien Forrest S. McCartney, l'US Air Force, commandant, Centre spatial Kennedy
- Larry Nelson, golfeur professionnel
- Philip Ober, acteur
- Randy Owen, chanteur principal, groupe Alabama de musique country
- Lilius Bratton Rainey, membre du Congrès
- Ron Sparks, commissaire de l'Alabama de l'agriculture et des industries
- Katherine Stinson, aviatrice pionnière, quatrième femme aux États-Unis à devenir une pilote autorisée

## Démographie
| 1890  | 1900  | 1910  | 1920  | 1930  | 1940  | 1950  | 1960  |
| ----- | ----- | ----- | ----- | ----- | ----- | ----- | ----- |
| 2 698 | 1 037 | 1 317 | 2 025 | 3 375 | 4 424 | 6 226 | 7 029 |

| 1970  | 1980   | 1990   | 2000   | 2010   | - | - | - |
| ----- | ------ | ------ | ------ | ------ | - | - | - |
| 8 435 | 11 485 | 11 838 | 12 938 | 14 012 | - | - | - |